# Citoyenneté
Pour le parti politique brésilien, voir Citoyenneté (parti politique).
 (octobre 2023).
Si vous disposez d'ouvrages ou d'articles de référence ou si vous connaissez des sites web de qualité traitant du thème abordé ici, merci de compléter l'article en donnant les références utiles à sa vérifiabilité et en les liant à la section « Notes et références ».
La citoyenneté est le fait pour un individu, pour une famille ou pour un groupe, d'être reconnu officiellement comme citoyen, c'est-à-dire membre d'une ville ayant le statut de cité, ou plus générale d'un État. En France en 1789, le mot citoyen a remplacé celui de bourgeois.
Il n'y a pas de citoyenneté en général, même si beaucoup de personnalités se sont revendiquées comme citoyens du monde ou cosmopolites.

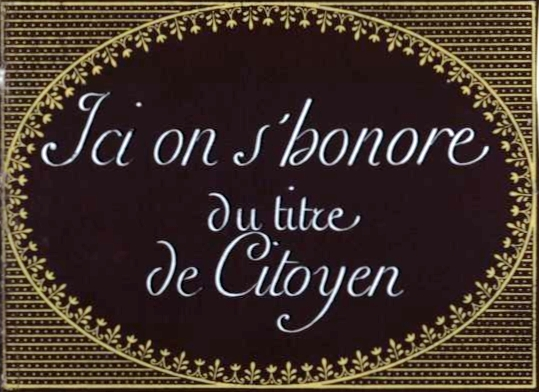
« Ici on s'honore du titre de citoyen. » Exemple d'écriteau, datant de 1799, affiché dans les lieux publics pendant la Révolution française.

## Étymologie et histoire de citoyenneté
Du latin civitas, signifiant : droit de cité, droit d'un habitant d'un pays.
Dans l'Antiquité, la citoyenneté romaine était accordée par le Sénat romain à des villes ou à des peuples dans leur entier ; en Grèce la situation varie selon chaque cité, tant dans le nombre de citoyens que dans les conditions d'attribution.
En France, et dans le Nord de l'Europe, la citoyenneté des villes s'appelait bourgeoisie. La citoyenneté s'est conservée pour l'appartenance aux villes du Sud de l'Europe, en particulier les cités-État comme Gênes ou Venise, et encore aujourd'hui les villes et cantons suisses comme Genève.
En France, avec la Révolution française, le terme citoyen a officiellement remplacé celui de bourgeois, puis il a été étendu au pays dans son entier : on a commencé à parler de citoyen de France.

## Définition
La citoyenneté selon la constitution française comporte des droits et des devoirs.
Les droits civiques peuvent participer à la vie publique et politique, de pouvoir se porter candidat à des emplois publics, d'être électeur (et de voter aux élections) ou encore d'être éligible ;
Les devoirs civiques sont essentiellement celui d'accomplir son service national ou d'être juré.
En France, les droits liés à la citoyenneté, appelés Droits du citoyen, sont codifiés dans certains articles de la Déclaration des droits de l'homme et du citoyen de 1789, en particulier les quatre articles qui n'accordent pas un droit à l'individu en général, mais au citoyen (français) en particulier :
Article 6. La Loi est l'expression de la volonté générale. Tous les Citoyens ont droit de concourir personnellement, ou par leurs Représentants, à sa formation. Elle doit être la même pour tous, soit qu'elle protège, soit qu'elle punisse. Tous les Citoyens étant égaux à ses yeux sont également admissibles à toutes dignités, places et emplois publics, selon leur capacité, et sans autre distinction que celle de leurs vertus et de leurs talents.
Article 11. La libre communication des pensées et des opinions est un des droits les plus précieux de l'Homme : tout Citoyen peut donc parler, écrire, imprimer librement, sauf à répondre de l'abus de cette liberté dans les cas déterminés par la Loi.
Article 13. Pour l'entretien de la force publique, et pour les dépenses d'administration, une contribution commune est indispensable : elle doit être également répartie entre tous les citoyens, en raison de leurs facultés.
Article 14. Tous les Citoyens ont le droit de constater, par eux-mêmes ou par leurs représentants, la nécessité de la contribution publique, de la consentir librement, d'en suivre l'emploi, et d'en déterminer la quotité, l'assiette, le recouvrement et la durée.
La citoyenneté est aussi une composante du lien social,. C'est, en particulier, l'égalité de droits, et de devoirs, associées à la citoyenneté qui fonde le lien social religieux ou dynastique, il est politique. « Vivre ensemble, ce n'est plus partager la même religion ou être, ensemble, sujets du même monarque ou être soumis à la même autorité, c'est être citoyens de la même organisation politique ». Les citoyens d'une même nation forment une communauté politique. Il est d'ailleurs rappelé dans la Constitution de la Ve République que le citoyen et la Nation sont seuls souverains dans les décisions politiques qui sont les leurs que ce soit de manière direct (referendum) ou par délégation.
Particulièrement en France, le citoyen est seul dépositaire des droits et obligations politiques, il en a le monopole. Aucune autre entité, juridiquement personnifiée au non, ne peut en réclamer le bénéfice. Plus encore, dans les rapports que le citoyen entretient avec sa collectivité, il ne souffre aucune médiation, de nul groupe qui exercerait en son lieu, à sa place, à son endroit, des droits, qui se prévale de libertés particulières extérieures à l’individu ou acquises par son truchement.

### Perte de la citoyenneté
En France, certains des droits attachés à nationalité et à la citoyenneté peuvent être suspendus ou retirés par un juge lors d'une condamnation pénale ou d'une mise sous tutelle.
La sortie de l'Union européenne induira également la perte de la citoyenneté européenne pour les Britanniques.

## Citoyenneté et nationalité
La citoyenneté, qui implique l'exercice des droits civiques (vote, service militaire, etc.), est une notion différente de celle de nationalité qui désigne le fait d'être régi personnellement par un droit civil national (nom, majorité, mariage, divorce, succession, etc.), même si la « nationalité » est presque toujours attachée à la citoyenneté.

### Notion de résident
Une personne peut être juridiquement qualifiée de résidente d'un pays donné du fait de sa domiciliation principale dans ce pays sans pour autant avoir la nationalité de celui-ci.

### Nationalité sans citoyenneté
- Dans certains pays la citoyenneté est ou a été réservée au sexe masculin, ou conditionnée au paiement d'impôts.
- Les nationaux mineurs ne bénéficient pas des droits civiques.
- Une condamnation peut ôter ses droits civiques à un national.
- La domiciliation est nécessaire pour exercer des droits civiques, ainsi les sans domicile fixe, et en particulier les nomades n'en bénéficient pas.
- À l'époque coloniale, l'indigénat dans les colonies françaises et le statut indigène au Congo belge excluaient de la citoyenneté tout ou partie des habitants indigènes des colonies, qui avaient pourtant la nationalité française ou belge. Les musulmans d'Algérie pouvaient néanmoins accéder à la citoyenneté s'ils acceptaient de relever du Code Civil et du droit pénal commun et non des coutumes coraniques[9]. Cette situation prit fin en deux parties pour la France, par la Loi Lamine Guèye en 1946 et par la Loi-cadre Defferre de 1956. Elle ne prit fin au Congo belge qu'à l'indépendance en 1960.
- Jusqu'en 1975, les Français par naturalisation ne pouvaient pas exercer le droit de vote et d'éligibilité pendant les 5 ou 10 (selon les époques) années suivant l'acquisition de la nationalité.

### Citoyenneté associée à plusieurs nationalités
(septembre 2020).
Il existe des pays où plusieurs nationalités sont reconnues, par exemple :
- en République du Vanuatu, est déclaré citoyen nivan toute personne vivant et travaillant sur le territoire ;
- un citoyen soviétique pouvait être de nationalité culturelle tatare, abkhaze, tchétchène, russe, juive, estonienne, etc. ;
- un citoyen israélien peut être de nationalité culturelle juive, druze, circassienne, bédouine, arabe[10] ou chrétienne ;
- un citoyen néo-calédonien[11] a la nationalité française et, par ce fait, la citoyenneté européenne. (Attention : la situation juridique de la Nouvelle-Calédonie est très particulière.)

### Citoyenneté partielle sans nationalité
Un certain nombre de pays ont accordé le droit de vote aux résidents étrangers, que ce soit à tous et à tous les niveaux de pouvoir, sans éligibilité (Chili, Nouvelle-Zélande), à certains et à tous les niveaux de pouvoir, avec éligibilité (ressortissants du Commonwealth au Royaume-Uni), à certains ou à tous au niveau municipal, avec ou sans éligibilité (les 5 pays nordiques et les 3 du Benelux, plusieurs cantons suisses, Portugal, Slovénie, Burkina Faso, Venezuela, etc.).
Parmi les résidents étrangers concernés, certains sont apatrides, ce qui signifie qu'ils peuvent voter et être élus dans certains pays sans avoir de nationalité[réf. nécessaire].
Il convient de préciser qu'en Nouvelle-Calédonie, terre française d'outre-mer, il existe une citoyenneté néo-calédonienne, conférée aux individus résidant depuis plus de 10 années sur le territoire, ceci alors qu'il n'existe pas de nationalité néo-calédonienne. Cette citoyenneté leur accorde le droit de vote aux élections locales, à savoir les élections provinciales et leur permettra de participer au scrutin d'autodétermination qui sera organisé entre 2014 et 2018. Ipso facto, il la retire à ceux qui sont installés depuis moins de 10 ans et qui jusque-là votaient normalement, selon la loi française appliquée partout. C'est la première fois depuis la loi répressive du 31 mai 1850 que le droit de vote est sensiblement réduit en France, laquelle loi jouait sur le même principe, en exigeant 3 ans de domicile fixe sur la même commune pour y être électeur (et l'absence de condamnation pénale). De même, il existe aujourd'hui une citoyenneté européenne alors qu'il n'existe pas de nationalité européenne. Ainsi, les ressortissants de l'Union européenne (UE) sont aptes à participer aux élections locales (municipales, etc.) dans les pays membres où ils résident.

## Citoyenneté et démocratie
La citoyenneté est intimement liée à la politique.
- Être citoyen implique que l'on fait partie d'un corps politique, d'un État, que l'on a dans ce corps politique des droits et des devoirs politiques. En France, un citoyen ou une citoyenne est défini comme suit : « Homme ou femme âgé de plus de 18 ans, né(e) de parents français ou étrangers naturalisés ». Cette exclusion des personnes mineures de la vie politique est aujourd'hui contestée[12]. Un citoyen a plusieurs devoirs comme payer les impôts, respecter les lois ou encore être juré de Cour d'assises si besoin est.

En démocratie, chaque citoyen est détenteur d'une partie de la souveraineté politique.
Le citoyen moderne est le sujet de droits et de devoirs : droits de l'Homme - droits civils - droits politiques - droits sociaux. Les devoirs sont accomplis par les citoyens pour le bien de la collectivité (impôts, service militaire, etc.), ou de personnes (devoir dont le non-respect peut être sanctionné, par exemple, dans le cadre de la non-assistance à personne en danger) et définis par les lois des pays dans lesquels ils vivent.
« Le citoyen est un être éminemment politique (la cité) qui exprime non pas son intérêt individuel mais l'intérêt général. Cet intérêt général ne se résume pas à la somme des volontés particulières mais la dépasse. » (Jean-Jacques Rousseau).
Il y aurait, d'après le sociologue britannique T.H. Marshall trois aspects de la citoyenneté :
- la citoyenneté civile correspondant aux libertés fondamentales (liberté d’expression, égalité devant la justice, droit de propriété)[13],[DS 3] ;
- la citoyenneté politique fondée sur la participation politique (le droit de vote, le droit d’éligibilité, le droit d’accéder à certaines fonctions publiques, le droit d'être protégé par cet État à l'étranger) ;
- la citoyenneté sociale résultante de la création de droits socio-économiques (droit à la santé, droit à la protection contre le chômage, droits syndicaux)[DS 4].

Dans le cadre de la construction européenne, est apparue la notion de citoyenneté européenne, dont disposent toutes les personnes ayant la nationalité d’un État membre de l’Union.
La notion de citoyenneté multiculturelle, qui implique la reconnaissance des droits culturels des minorités, a récemment fait son apparition.
La capacité d'une personne à exercer sa citoyenneté dépend des apprentissages de la participation qu’elle a pu faire.

## Citoyenneté du monde
L'expression « Citoyen du monde » qualifie celui qui proclame son attachement à l'ensemble de l'humanité, refusant les frontières nationales. On parle alors de cosmopolitisme.

## Historique

### Égypte antique
Sous les Lagides, avec la création de grandes cités comme Alexandrie ou Ptolémaïs, la citoyenneté était réservée à l'élite macédonienne. Elle s'élargit avec le temps aux habitants de ces cités, mais les Égyptiens du quartier de Rakhotis, dans l'Alexandrie antique, n'eurent jamais vraiment accès à ce statut : la ville était constituée de quartiers bien délimités qui souvent entrèrent en conflit, démontrant ainsi l'aspect quelque peu relatif de la citoyenneté antique.

### Grèce antique
La Grèce antique est à l'origine de la citoyenneté moderne grâce à l'invention de la cité grecque ou « polis ».
La politique alors se développe comme domaine autonome de la vie collective. La polis est fondée sur l'égalité de tous les citoyens, mais seuls les hommes descendant de citoyens peuvent devenir citoyens, la cité est fermée ethniquement.
Dans les cités-États grecques, les citoyens étaient ceux qui participaient aux décisions de la cité (lois, guerres, justice, administration), aux débats à l'agora et étaient les seuls à pouvoir posséder la terre par opposition aux métèques et aux esclaves (qui existaient dans toutes les cités mais sous différents noms comme périèques pour les métèques à Sparte). Ces citoyens devaient toutefois respecter certains critères, comme être de sexe masculin, avoir plus de dix-huit ans, être libre, être né de père citoyen et aussi, sous Périclès, à partir de -451, être fils de mère citoyenne. Ils étaient également dans l'obligation de faire leur service militaire (l'éphébie), qui durait 2 ans, après quoi ils devenaient citoyens.
La démocratie est alors directe, la hiérarchie entre les hommes est abolie (entre les citoyens seulement et uniquement sur le plan politique - il n'y a pas d'égalité sociale, économique : c'est l'isonomie, mise en place en 508-507) ; l'activité politique reste réservée aux membres les plus favorisés de la cité.

### Rome
La citoyenneté romaine diffère statutairement de la citoyenneté grecque.
La citoyenneté romaine est définie en termes juridiques, le civis romanus dispose de droits civils et personnels.

### Renaissance
Probablement une des premières citations non seulement du citoyen mais aussi du bourgeois se trouve sur le Plan de Paris de 1550 (plan de Truschet et Hoyau) « …puis on voit à planté D'autres logis pleins de beaux édifices Pour les bourgeois & citoyens propices ».

### Révolution française
À la Révolution française, le terme citoyen est réutilisé, prenant la place au niveau local de bourgeois, puis au niveau national de sujet. Il instaure alors une égalité, puisque tout homme de nationalité française peut être appelé citoyen français sans autre condition, contrairement aux titres de noblesse (mais aussi à la citoyenneté antique fondée sur la méritocratie). C'est la Révolution qui transforme les Français en citoyens pourvus de droits politiques garantis par 4 articles de Déclaration des Droits de l'Homme et du Citoyen.
À partir de 1791, seuls les citoyens actifs peuvent être électeur ou éligibles, ce qui suppose de remplir deux conditions: pouvoir justifier d'un certain niveau de revenu et d'un certificat de civisme délivré par le comité révolutionnaire de son domicile. Toutes les femmes en sont exclues.
De 1792 à 1795, tous les Français sans distinction de couleur sont des citoyens.

## Forme adjective
Dans le Dictionnaire culturel en langue française, Alain Rey fixe à 1995 l'usage du terme « citoyen » comme adjectif en alternative de l'adjectif consacré qui est civique. Cet emploi tend à insister sur la connotation morale, républicaine et partisane. Ainsi, une attitude civique consisterait à remplir ses devoirs de citoyen, tandis qu'une « démarche citoyenne » (sic) afficherait une volonté d'intégrer dans ses actes des considérations éthiques et des finalités ou des solidarités sociales plus affirmées.